# مسابقات جهانی اسکیت نمایشی
مسابقات جهانی اسکیت نمایشی (انگلیسی: World Figure Skating Championships) مسابقات بین‌المللی اسکیت نمایشی است که توسط اتحادیه جهانی اسکیت در سه بخش انفرادی (مردان و زنان)، دونفره و رقص روی یخ برگزار میشود.

## جدول مدال‌ها
| رتبه            | کشور                       | طلا | نقره | برنز | مجموع |
| --------------- | -------------------------- | --- | ---- | ---- | ----- |
| ۱               | ایالات متحده آمریکا        | ۵۵  | ۶۱   | ۸۰   | ۱۹۶   |
| ۲               | اتحاد جماهیر شوروی         | ۴۴  | ۴۲   | ۲۴   | ۱۱۰   |
| ۳               | اتریش                      | ۳۶  | ۴۶   | ۳۴   | ۱۱۶   |
| ۴               | کانادا                     | ۳۵  | ۳۷   | ۳۵   | ۱۰۷   |
| ۵               | روسیه                      | ۳۳  | ۲۶   | ۲۷   | ۸۶    |
| ۶               | بریتانیای کبیر             | ۲۸  | ۳۰   | ۲۴   | ۸۲    |
| ۷               | آلمان                      | ۱۶  | ۲۰   | ۲۰   | ۵۶    |
| ۸               | فرانسه                     | ۱۵  | ۱۹   | ۱۸   | ۵۲    |
| ۹               | سوئد                       | ۱۵  | ۷    | ۱۱   | ۳۳    |
| ۱۰              | مجارستان                   | ۱۳  | ۷    | ۱۵   | ۳۵    |
| ۱۱              | آلمان شرقی                 | ۱۲  | ۱۶   | ۱۲   | ۴۰    |
| ۱۲              | ژاپن                       | ۱۱  | ۱۴   | ۱۲   | ۳۷    |
| ۱۳              | نروژ                       | ۱۰  | ۲    | ۵    | ۱۷    |
| ۱۴              | چکسلواکی                   | ۹   | ۵    | ۵    | ۱۹    |
| ۱۵              | چین                        | ۸   | ۱۰   | ۹    | ۲۷    |
| ۱۶              | آلمان غربی                 | ۶   | ۱۲   | ۷    | ۲۵    |
| ۱۷              | سوئیس                      | ۴   | ۲    | ۲    | ۸     |
| ۱۸              | هلند                       | ۴   | ۱    | ۳    | ۸     |
| ۱۹              | فنلاند                     | ۳   | ۵    | ۳    | ۱۱    |
| ۲۰              | ایتالیا                    | ۳   | ۳    | ۶    | ۱۲    |
| ۲۱              | کشورهای مستقل مشترک‌المنافع | ۳   | ۱    | ۱    | ۵     |
| ۲۲              | کرهٔ جنوبی                  | ۲   | ۲    | ۲    | ۶     |
| ۲۳              | بلغارستان                  | ۲   | ۱    | ۱    | ۴     |
| ۲۴              | اسپانیا                    | ۲   | ۰    | ۲    | ۴     |
| ۲۵              | بلژیک                      | ۲   | ۰    | ۱    | ۳     |
| ۲۶              | اوکراین                    | ۱   | ۰    | ۲    | ۳     |
| ۲۷              | چک                         | ۱   | ۰    | ۰    | ۱     |
| ۲۸              | قزاقستان                   | ۰   | ۲    | ۱    | ۳     |
| ۲۹              | لهستان                     | ۰   | ۰    | ۲    | ۲     |
| ۳۰              | اسرائیل                    | ۰   | ۰    | ۱    | ۱     |
| ۳۰              | لیتوانی                    | ۰   | ۰    | ۱    | ۱     |
| مجموع (۳۱ کشور) | مجموع (۳۱ کشور)            | ۳۷۳ | ۳۷۱  | ۳۶۶  | ۱۱۱۰  |